# Główny Inspektorat Transportu Drogowego

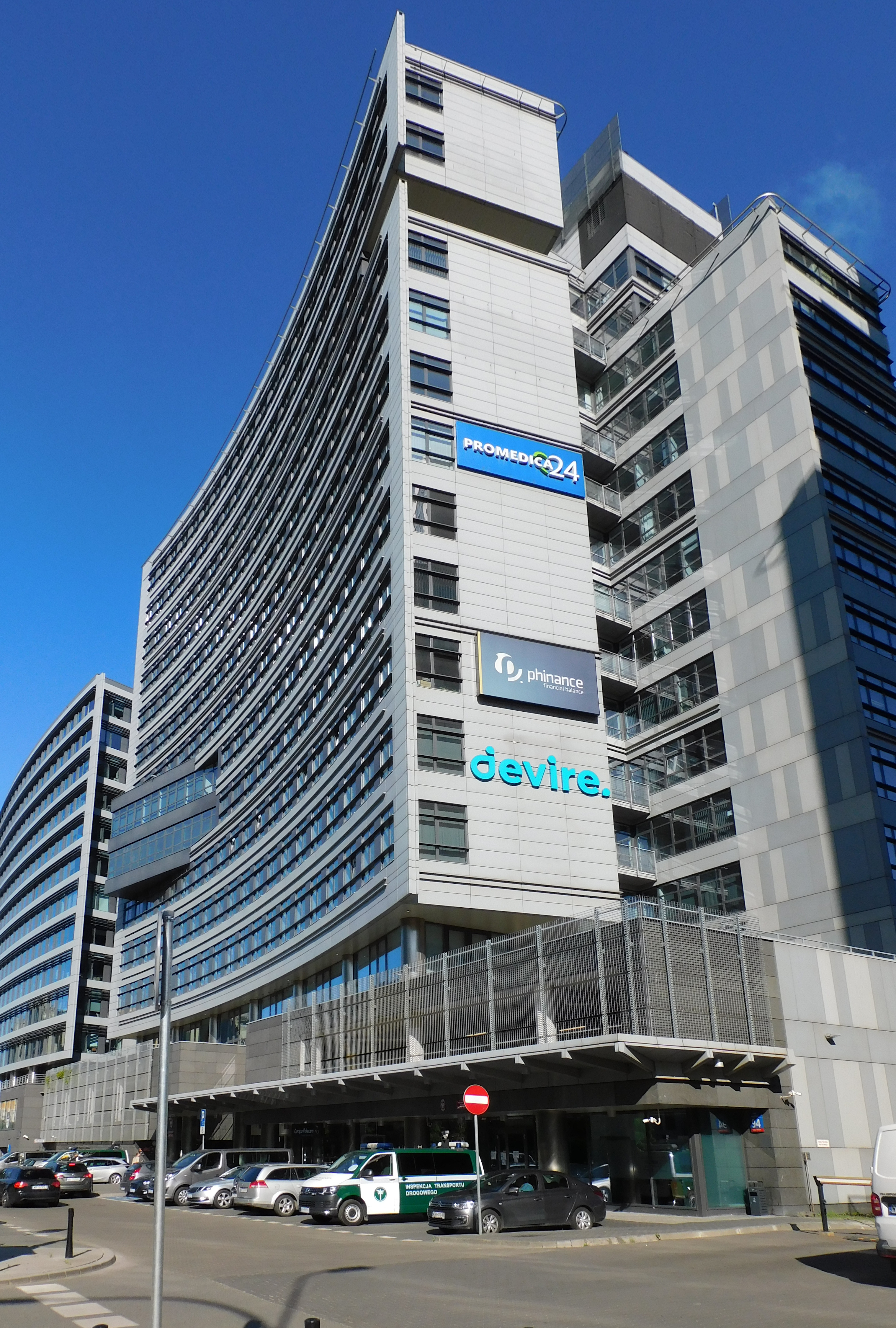
Samochód ITD pod siedzibą GITD w Warszawie

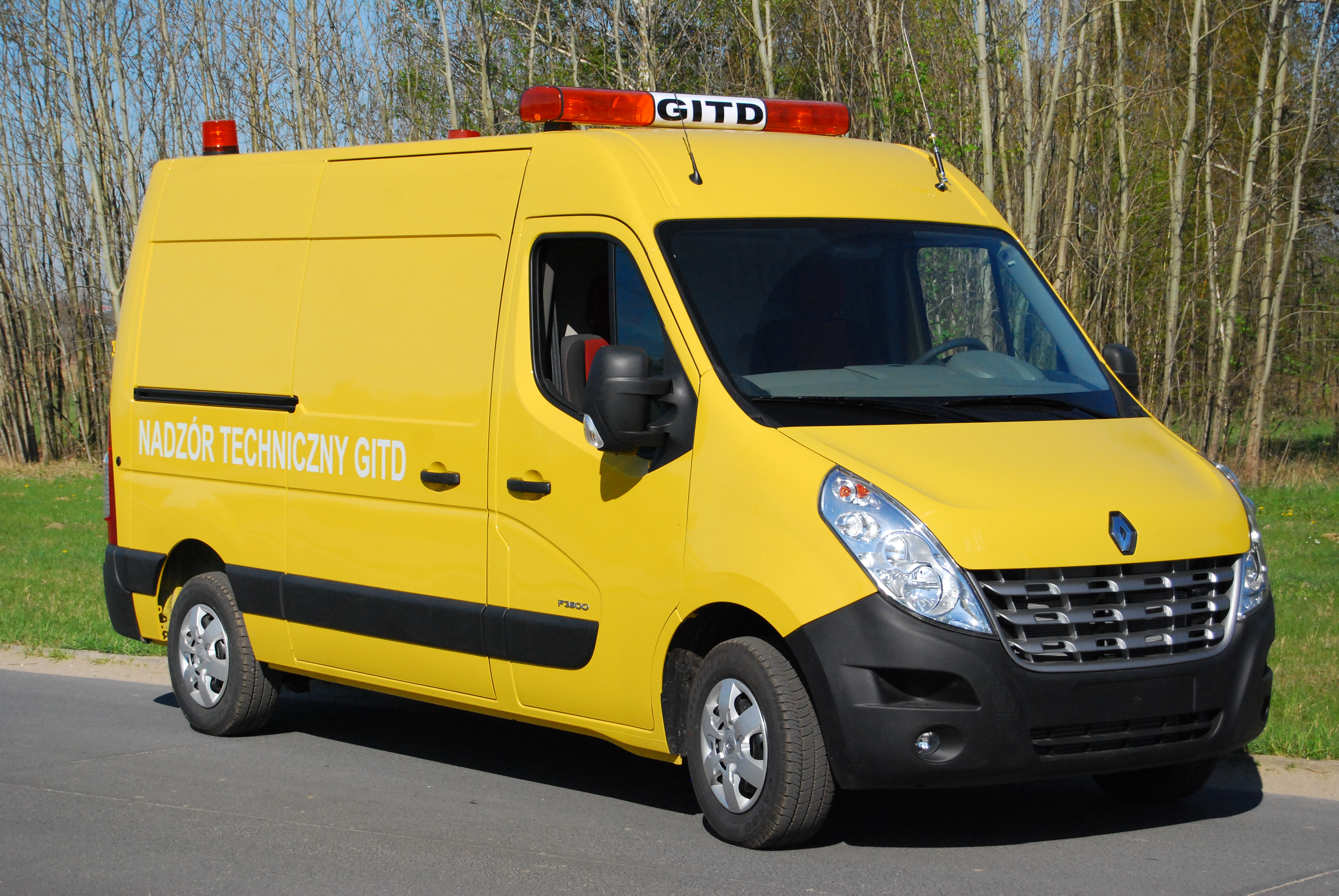
Pojazd techniczny Inspekcji Transportu Drogowego na bazie Renault Mastera przygotowane przez AMZ Kutno

Główny Inspektorat Transportu Drogowego – urząd administracji rządowej obsługujący Głównego Inspektora Transportu Drogowego.
Powołany został na podstawie art. 52 ust. 2 ustawy z dnia 6 września 2001 r. o transporcie drogowym (Dz.U. z 2024 r. poz. 1539).

## Struktura organizacyjna
- Gabinet Głównego Inspektora
- Centrum Automatycznego Nadzoru nad Ruchem Drogowym
- Biuro do spraw Transportu Międzynarodowego
- Biuro Dyrektora Generalnego
- Biuro Finansowe
- Biuro Kontroli Opłaty Elektronicznej
- Biuro Nadzoru Inspekcyjnego
- Biuro Prawne
- Biuro Teleinformatyki
- delegatury terenowe